# Leimbach (bei Neuerburg)

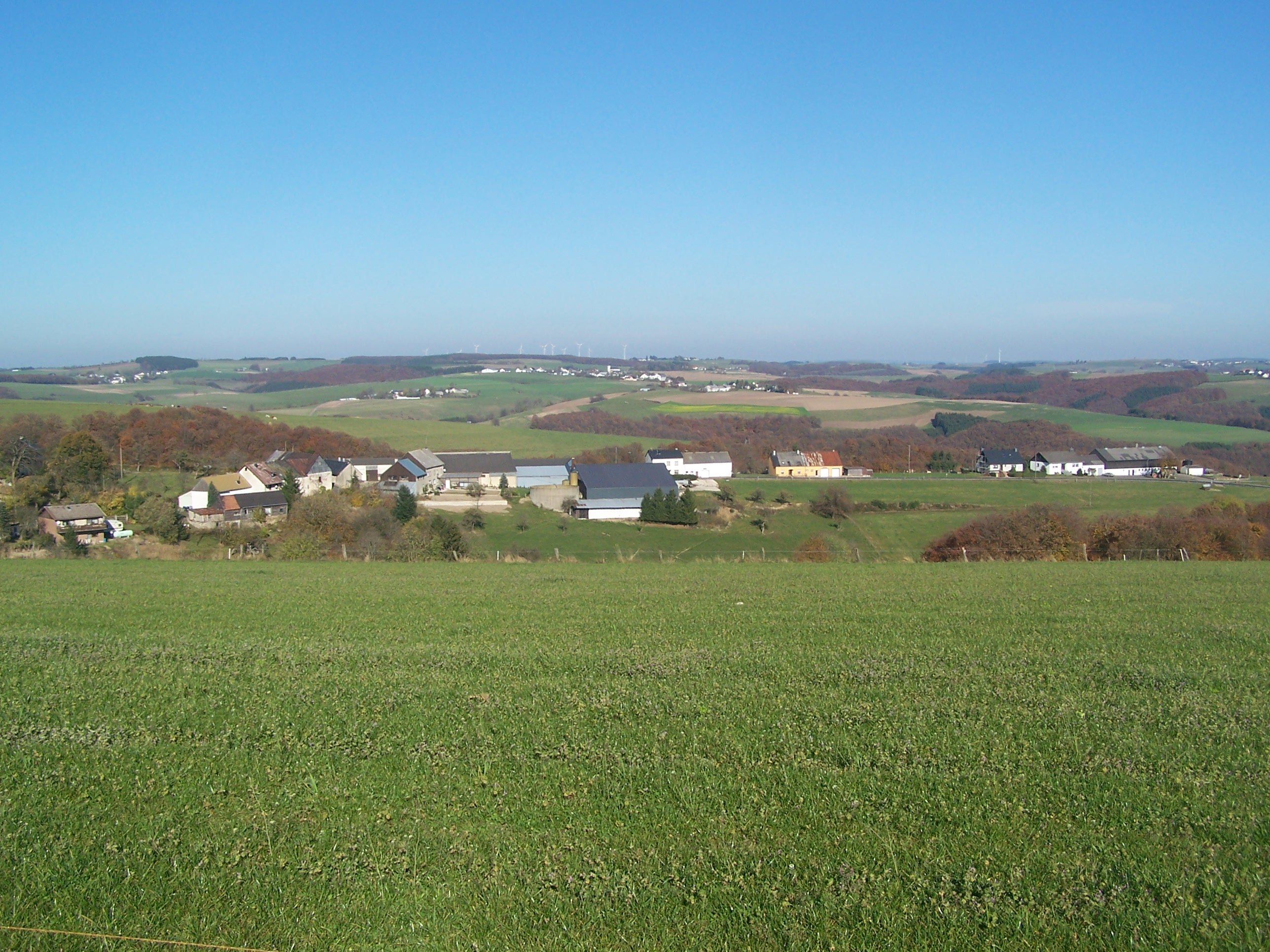
Leimbach

Leimbach ist eine Ortsgemeinde im Eifelkreis Bitburg-Prüm in Rheinland-Pfalz. Sie gehört der Verbandsgemeinde Südeifel an.

## Geographie
Die Gemeinde befindet sich 2 km nordwestlich von Neuerburg auf einem Höhenzug oberhalb der Enz.
Zu Leimbach gehören auch der Wohnplatz Geibenhof und die Weiler Weidendell sowie Schlinkert.

## Geschichte
Der Name Leimbach setzt sich aus den keltischen Wörtern lu (klein) und ean (Wasser, gemeint ist die Quelle des Rasbaches) zusammen. Schon zur Römerzeit befand sich auf dem Gebiet des heutigen Ortes ein Tempel des römischen Gottes Janus, welcher jedoch durch einen Überfall der Germanen zerstört wurde.
Leimbach ist während der mittelalterlichen Rodungsphase entstanden. Die erste urkundliche Erwähnung erfolgte im Jahr 1456. Es gehörte zunächst zur Meierei Kockshausen der luxemburgischen Herrschaft Neuerburg. Zur Zeit der napoleonischen Herrschaft gehörte Leimbach zum Kanton Neuerburg im Wälderdepartement, ehe es 1815 zur Bürgermeisterei Koxhausen im preußischen Kreis Bitburg kam. 1910 lebten im Ort 141 Menschen, die Zahl ist seither durch Landflucht stark rückläufig. Nach dem Ersten Weltkrieg wurde der Ort zeitweise wieder französisch besetzt. Im Dezember 1943 wurde Leimbach durch englische Brandbomben stark zerstört. Seit 1946 ist der Ort Teil des damals neu gebildeten Landes Rheinland-Pfalz.
Bevölkerungsentwicklung
Die Entwicklung der Einwohnerzahl von Leimbach, die Werte von 1871 bis 1987 beruhen auf Volkszählungen:
| Jahr | Einwohner |
| ---- | --------- |
| 1815 | 54        |
| 1835 | 159       |
| 1871 | 141       |
| 1905 | 124       |
| 1939 | 112       |
| 1950 | 92        |
| 1961 | 108       |

| Jahr | Einwohner |
| ---- | --------- |
| 1970 | 86        |
| 1987 | 66        |
| 1997 | 61        |
| 2005 | 63        |
| 2011 | 54        |
| 2017 | 56        |

## Politik

### Gemeinderat
Der Gemeinderat in Leimbach besteht aus sechs Ratsmitgliedern, die bei der Kommunalwahl am 9. Juni 2024 in einer Mehrheitswahl gewählt wurden, und dem ehrenamtlichen Ortsbürgermeister als Vorsitzendem.

### Bürgermeister
Sascha Gödert wurde am 11. Juli 2019 Ortsbürgermeister von Leimbach. Da bei der Direktwahl am 26. Mai 2019 kein gültiger Wahlvorschlag eingereicht wurde, oblag die Neuwahl des Bürgermeisters dem Rat, der sich auf seiner konstituierenden Sitzung für Gödert entschied. Bei der Direktwahl am 9. Juni 2024 wurde er als einziger Bewerber mit einem Stimmenanteil von 71,9 % für weitere fünf Jahre in seinem Amt bestätigt.
Göderts Vorgänger Bruno Schultz hatte das Amt von 1996 bis 2019 ausgeübt.

### Wappen
| Wappen von Leimbach | Blasonierung: „Geviert, 1, 4 silber, 2, 3 rot; I, 4: blauer Wellenbalken, 2: drei goldene Ähren; 3: goldener Eimer.“ |
| Wappen von Leimbach | Wappenbegründung: Das Wappen ist viergeteilt und zeigt in den Feldern 1 und 4 blaue Wellenbalken auf Silbergrund. Sie weisen auf den Rasbach und den Enzbach, zwei bestimmende Gewässer in der Gemarkung hin. Oben links befinden sich drei goldene Ähren auf rotem Grund; die Zahl drei verkörpert die drei Ortsteile Leimbach, Schlinkert und Weidendell. Der Eimer unten rechts bezieht sich auf die weitreichende Funktion und Bedeutung als Meierei und ist Sinnbild eines Abgabegefäßes. Die Grundfarben Silber und Rot weisen auf die luxemburgische Herrschaft Neuerburg hin, zu der Leimbach bis zum Ende des 18. Jahrhunderts gehörte. |

Das Wappen wurde am 5. Februar 2008 vom Gemeinderat beschlossen und am 2. April 2008 von der Kreisverwaltung des Eifelkreises Bitburg-Prüm genehmigt.

## Wirtschaft
Außer einigen landwirtschaftlichen Betrieben sind keine Gewerbebetriebe vorhanden. In der unmittelbaren Nähe von Leimbach ist ein Windpark zu finden. Das Neuerburger Freibad ist auf Leimbacher Gemarkung erbaut.